# Cyclodictyon flexicuspis
Cyclodictyon flexicuspis är en bladmossart som beskrevs av Brotherus 1920. Cyclodictyon flexicuspis ingår i släktet Cyclodictyon och familjen Hookeriaceae. Inga underarter finns listade i Catalogue of Life.